# Фото савез Србије
Фото савез Србије (ФСС) је организација основана 1946. године у Београду. Од 2004. функционише на основу новог Статута и других нормативних аката. Савез окупља све фотографе и љубитеље фотографије, удружења и појединце заинтересоване за излагање, организовање изложби, едукацију и развој културе фотографије.
Назив на енглеском је Photo Association of Serbia.

## Циљеви и задаци
ФСС подстиче и координира активност својих чланова на остваривању заједничких
циљева и задатака у ширењу фото аматеризма, у складу са Уставом, Законом о
удружењима и другим законским прописима.
Фото савез Србије врши следеће активности:
- Организује стручна предавања из фото стваралаштва у виду појединачне наставе или серије предавања типа курса/школе.
- Организује испите за стицање наставничких звања.
- Додељује уметничка звања.
- Организује Српску смотру фотографског стваралаштва и том приликом издаје одговарајући каталог.
- Издаје или организује издавање стручне литературе о фотографији, фотомонографија својих чланова или других истакнутијих аутора и своје информативно гласило (часопис), у циљу популаризације ове делатности и стручног оспособљавања свог кадра, а у складу са Законом.
- Организује колективне посете, студијска путовања и разне манифестације које могу да допринесу остваривању циљева и задатака ФСС.
- Омогућава пласман фотографија својих чланова на домаћем и иностраном тржишту.
- Заступа своје чланове пред судским органима у случају повреде Закона о ауторским правима.
- Сарађује са државним органима да би својим члановима обезбедио дозволе за снимање на оним местима на којима је то прописом захтевано, или у случају проглашења ванредног стања.
- Прати, оцењује и критикује све активности из фотографског стваралаштва и оглашава се путем средстава јавног информисања.
- За своје чланове може набављати или организовати набавку фотоматеријала, прибора и опреме из земље или иностранства и пружати помоћ у сервисирању истих.[1]

## Органи
- скупштина
- управни одбор
- уметнички савет
- надзорни одбор

## Чланство
Фото савез Србије окупља више од 300 појединачних активних чланова и око 30 фото клубова.

## Носиоци уметничких звања у Фото савезу Србије (додељена после јула 2004. године)[1]

### Мајстори фотографије ФСС
- Милан Марковић
- Бранислав Бркић
- Милан Живковић
- Зоран Пургер (†)
- Велимир Саватић
- Зоран Ђорђевић
- Бранко Јаковљевић
- Радојца-Раша Милојевић
- Радисав Филиповић
- Жељко Ђурић
- Војислав Пештерац
- Марјан Мишић
- Алекса Трбовић
- Мирослав Јеремић
- Бранислав Бацковић (†)
- Миленко Савовић
- Саша Прерадовић
- Зоран Милутиновић
- Имре Сабо
- Ранко Ђуровић
- Фадил Шарки
- Маја Стошић
- Иштван Вираг

### Кандидат мајстори фотографије ФСС
- Божидар Витас
- Светлана Дингарац
- Чедомир Биуковић
- Синиша Граовац
- Зоран Павловић
- Бранислав Станковић
- Љубомир Којић
- Стева Секерић
- Бранко Матић
- Слободан Симић
- Бранко Игњатовић
- Марија Максимовић Миловановић
- Роберт Семниц
- Лазар Лековић
- Гордана Хајиновић
- Бојан Петровић
- Драган Бабовић
- Бранислав Голуб
- Едо Иглич
- Драган Лапчевић
- Слободан Штетић
- Виолета Милутиновић
- Александар Буђевац
- Милена Миленковић
- Јан Вало
- Борис Бјелица
- Александар Јовановић
- Иван Стојановић

## Носиоци уметничких звања у Фото савезу Југославије (додељена пре јула 2004.)[1]

### Мајстори фотографије ФСЈ
- Жорж (Георгије) Скригин (†)
- Бранибор Дебељковић (†)
- Милош Павловић (†)
- Иво Етеровић (†)
- Томислав Петернек
- Драгољуб Тошић (†)
- Миодраг Ђорђевић (†)
- Бранко Турин (†)
- Ђорђе Букилица (†)
- Живојин Ђорђевић-Савкин (†)
- Слободан Крстић
- Војислав Маринковић (†)
- Данило Цветановић
- Геза Ленерт
- Станоје Бојовић (†)
- Горан Малић
- Тибор Варга-Шомођи
- Драган Пешић (†)
- Радоје Ђукић
- Ладислав Петреш (†)
- Драган С. Танасијевић
- Милинко Стефановић (†)
- Миодраг Миладиновић
- Зоран Милошевић
- Александар Долгиј (†)
- Александар Келић
- Драгослав Мирковић
- Раде Милисављевић (†)
- Драгослав Илић
- Предраг Михајловић
- Боривоје Миросављевић
- Александар Бренђан
- Јован Миљковић
- Драгутин Радан (†)
- Гордан Поморишац
- Мирослав Предојевић
- Дејан Митровић (†)
- Бранислав Стругар
- Драгиша Радуловић

### Кандидат мајстори фотографије ФСЈ
- Добривоје Барловац (†)
- Милутин Лазић (†)
- Секула Меденица (†)
- Драгољуб Алексић (†)
- Новак Живковић (†)
- Драган Пантић (†)
- Јулије Брежан (†)
- Геза Барта (†)
- Видоје Мојсиловић (†)
- Славољуб Станојевић Београд
- Милош Јовановић (†)
- Бранимир Карановић
- Стеван Лазукић (†)
- Владимир Кржалић
- Бранислав Томић
- Огњен Блажевић
- Слободан Лукић
- Ђорђе Обрадовић (†)
- Дејан Диздар
- Горан Матијашевић
- Драгољуб Микић
- Милан Алексић
- Драган Жугић
- Ласло Јухас
- Драган Андрејевић
- Зоран Симин
- Јован Бачић
- Слободан Павловић (†)
- Зорица Бајин Ђукановић
- Мирослав Перић
- Иван Панчић
- Александар Лукић
- Михајло Цвик
- Лајош Алојзије Вицаи
- Властимир Мићић
- ел гвојос
- Зоран Ђукић
- Јасминка Надашкић Ђорђевић
- Петар Јанковић
- Слободан Пајић
- Јанош Косо (†)
- Зоран Миловановић
- Зоран Станковић (†)
- Стипан Острогонац (†)
- Роман Ђурић
- Милан Михајловић
- Божана Маринчек

## Носиоци звања FIAP у Србији[1][2]

### Уметничка звања

#### MFIAP
1. Бранислав Бркић (р. 1960), МFIAP (2012), председник Фото-савеза Србије и једини носилац овог звања у Србији

#### EFIAP/d3
1. Ђорђе Вукичевић (р. 1962), EFIAP/d3 (2020), EFIAP/d2 (2019), EFIAP/d1 (2018), EFIAP/p (2017), EFIAP/g (2016), EFIAP/s (2015), EFIAP/b (2014), EFIAP (2013), AFIAP (2012)
2. Војислав Пештерац (р. 1951), EFIAP/d3 (2022), EFIAP/d2 (2020), EFIAP/d1 (2019), EFIAP/p (2018), EFIAP/g (2017), EFIAP/s (2016), EFIAP/b (2015), AFIAP (2013)

#### EFIAP/d1
1. Борислав Миловановић (р. 1963), EFIAP/d1 (2021), EFIAP/p (2019), EFIAP/g (2018), EFIAP/s (2017), EFIAP/b (2016), EFIAP (2015)

#### EFIAP/p
1. Зоран Милутиновић (р. 1951), EFIAP/p (2015), ЕFIAP/d (2013), EFIAP/g (2014), EFIAP (2010)
2. Радојца Раша Милојевић (р. 1961), EFIAP/p (2019), EFIAP/g (2015), EFIAP/s (2014), EFIAP (2008)
3. Драгослав Мирковић (р. 1946), EFIAP/p (2022), EFIAP/g (2014), EFIAP/s (2012)

#### EFIAP/g
1. Аница Жупунски (р. 1946), EFIAP/g (2021), EFIAP/s (2017), EFIAP/b (2015), AFIAP (2012)
2. Саша Прерадовић (р. 1965), EFIAP/g (2018), EFIAP/s (2017), EFIAP/b (2016), EFIAP (2015), AFIAP (2004)
3. Горан Којадиновић (р. 1976), EFIAP/g (2022), EFIAP/s (2021), EFIAP/b (2019), EFIAP (2017), AFIAP (2015)

#### EFIAP/s
1. Бранислав Бркић (р. 1960), EFIAP/s (?), EFIAP/b (2007), EFIAP (2007), AFIAP (2004)

#### EFIAP/b
1. † Ратомир Радомировић (1941-2022), EFIAP/b (2019), EFIAP (2015), AFIAP (2012)
2. Радивоје Јевтић (р. 1959), EFIAP/b (2018), EFIAP (2015), AFIAP (2013)
3. Миодраг Хаџи Миладиновић (р. 1957), EFIAP/b (2016), EFIAP (2015)
4. Владимир Мијаиловић (р. 1969), EFIAP/b (2021), EFIAP (2019), AFIAP (2016)
5. Бојан Петровић (р. 1983), EFIAP/b (2015), AFIAP (2013)
6. Владимир Ђинић, EFIAP/b (2014), AFIAP (2010)
7. Александар Шашић, EFIAP/b (2019), EFIAP (2017), AFIAP (2016)

#### EFIAP
1. † Живојин Жика Ђорђевић Савкин (1929-1981)
2. † Милош Павловић (1910-1985), EFIAP (1961)
3. † Секула Меденица (1912-1986), EFIAP (1968), AFIAP (1961)
4. † Станоје Бојовић (1909-1990), EFIAP (1968), AFIAP (1961)
5. † Миодраг Ђорђевић (1919-1994), EFIAP (1968), AFIAP (1961)
6. † Живко Јаневски (1940-2000), EFIAP (1973), AFIAP (1968) (до 1973. живео у Београду, затим у Скопљу)
7. † Војислав Маринковић (1911-2004), EFIAP (1961), AFIAP (1957)
8. † Бранко Турин (1928—2004)
9. † Драгољуб Тошић (1936-2004), EFIAP (1973), AFIAP (1968)
10. † Ђорђе Букилица (1934—2010)
11. † Стеван Ристић (1931-2013), EFIAP (1964)
12. † Драган Пантић (19??-??), EFIAP (1968), AFIAP (1961)
13. Томислав Петернек (р. 1933), EFIAP (1973), AFIAP (1967)
14. Иштван Вираг (р. 1944), EFIAP (2015), AFIAP (2014)
15. Горан Малић (р. 1947), EFIAP (2013), AFIAP (2006)
16. Геза Ленерт (р. 1952), EFIAP (2004), AFIAP (1979)
17. Едо Иглич (р. 1956), EFIAP (2015), AFIAP (2014)
18. Зоран Милошевић (р. 1957), EFIAP (2017), AFIAP (2007)
19. Мирјана Јовановић (р. 1957), EFIAP (2021), AFIAP (2020)
20. Зоран Ђорђевић (р. 1959), EFIAP (2012), AFIAP (2010)
21. Јелица Милентијевић (р. 1959), EFIAP (2021), AFIAP (2019)
22. Милан Марковић (р. 1960), EFIAP (2007), AFIAP (2004)
23. Војислав Луковић (r. 1960), EFIAP (2021), AFIAP (2020)
24. Слободан Чавић (р. 1961), EFIAP (2012), AFIAP (2021)
25. Чедомир Биуковић (р. 1962), EFIAP (2014), AFIAP (2013)
26. Роберт Семниц (р. 1966), EFIAP (2013), AFIAP (2012)
27. Жељко Ђурић (р. 1965), EFIAP (?), AFIAP (2010)
28. Виолета Милутиновић (р. 1964), EFIAP (?), AFIAP (2010)
29. Алекса Трбовић (р. 1966), EFIAP (2013), AFIAP (2012)
30. Иван Стојановић (р. 1968), EFIAP (2021), AFIAP (2019)
31. Александар Буђевац (р. 1969), EFIAP (2017), AFIAP (2016)
32. Марија Миловановић Максимовић (р. 1970), EFIAP (2015), AFIAP (2010)
33. Зоран Мојсин (р. 1971), EFIAP (?), AFIAP (2010)
34. Ненад Боројевић (r. 1971), EFIAP (2021), AFIAP (2020)
35. Maja Стошић (р. 1975), EFIAP (2015), AFIAP (2012)
36. Славољуб Радојевић (р. 1975), EFIAP (2021), AFIAP (2019)
37. Дамир Бузуровић, (р. 1982), EFIAP (2018), AFIAP (2016)
38. Милан Вукичевић (р. 1992), EFIAP (2021), AFIAP (2016)
39. Снежана Лукић, EFIAP (2015), AFIAP (2014)
40. Саша Благојевић, EFIAP (2020), AFIAP (2018)
41. Весна Шикић, EFIAP (2020), AFIAP (2018)
42. Бранка Вучићевић Вучковић, EFIAP (2020), AFIAP (2016)

(списак је непотпун, у току је прикупљање података)

#### AFIAP
1. † Јулије Брежан (1909-1970)
2. † Геза Барта (1913—2000), (1957)
3. † Видоје Мојсиловић (1928-1996), (1961)
4. † Славољуб Станојевић (1935-2013)
5. † Горан Швабић (1947-2017), (2007)
6. † Бранислав Бацковић (1951-2015), (2010)
7. † Слободан Павловић (1958-2011), (2010)
8. Божана Маринчек (р. 1938)
9. Божидар Витас (р. 1939), (2009)
10. Јозсеф Ронцсак (р. 1941), (2015)
11. Данило Цветановић (р. 1942)
12. Ласло Јухас (р. 1952)
13. Мирослав Јеремић (р. 1953), (2010)
14. Милорад Милићевић (р. 1953)
15. Војислав Митрић (р. 1954), (2007)
16. Бранимир Радовановић (р. 1956), (2013)
17. Милош Караклић (р. 1956), (2022)
18. Владан Танасковић (р. 1959), (2010)
19. Драгослав Илић (р. 1960)
20. Слободан Чавић (р. 1961), (2022)
21. Милан Габарић (р. 1961), (2021)
22. Негован Пешић (р. 1961), (2021)
23. Биљана Латиновић (р. 1967), (2022)
24. Ђорђе Вукадиновић (р. 1971), (2015)
25. Светислав Недић (р. 1972), (2013)
26. Иван Ерић (р. 1972), (2021)
27. Слађана Радовановић (р. 1972), (2021)
28. Младен Јањић (р. 1975), (2015)
29. Горан Јордански (р. 1976), (2021)
30. Владимир Милићевић (р. 1978), (2013)
31. Јасмина Мојсин (р. 1979)
32. Милена Миленковић (р. 1990), (2021)
33. Раденко Бошковић (2010)
34. Марко Танасковић (2010)
35. Филип Танасковић (2010)
36. Мирјана Добросављев (2014)
37. Зоран Стојиљковић (2015)
38. Lorant Csakany (2016)
39. Бранка Савић (2016)
40. Борис Николашевић (2017)
41. Бранко Јаковљевић (2019)
42. Владан Николић (2019)
43. Биљана Латиновић (2022)
44. Милош Караклић (2022)
45. Милорад Чадеж - Мишо
46. Предраг Филиповић
47. Александар Манасиев (2014)
48. Ненад Николић (2014)
49. Зоран Павловић
50. Здравко Симијоновић
51. Владимир Тирнанић
52. Алојзије Вицаи - Лајош

(списак је непотпун, у току је прикупљање података)

### Организациона звања

#### Hon. EFIAP
1. † Живојин Жика Јеремић
2. † Јосип Боснар (1903-1960)
3. † Бранибор Дебељковић (1916-2003)
4. † Милош Павловић (1910-1985);[3]
5. † Стеван Ристић (1931-2013), (1974)
6. † Иво Етеровић (1935-2011)
7. Предраг Гаталица
8. Бранислав Бркић (р. 1960), MFIAP (2012)
9. Ђорђе Вукичевић (р. 1962), EFIAP/D2 (2019)

(списак носилаца звања је потпун, али подаци нису потпуни, у току је прикупљање)

#### ESFIAP
1. Павле Чуровић; (1968)
2. Генадије Муравјов; (1968)
3. Гојко Меденица; (1968)
4. Војислав Митрић; (2005)
5. Бранислав Бркић (2008)
6. Радојца Раша Милојевић (р. 1961), (2010)
7. Ђорђе Вукичевић (2014)
8. Борислав Миловановић (2018)

(списак добитника је потпун, али подаци нису потпуни, у току је прикупљање)